# Пейне, Раймон
Раймон Пейне (фр. Raymond Peynet; 16 ноября 1908, Париж — 14 января 1999, Мужен) — французский художник-график.

## Биография

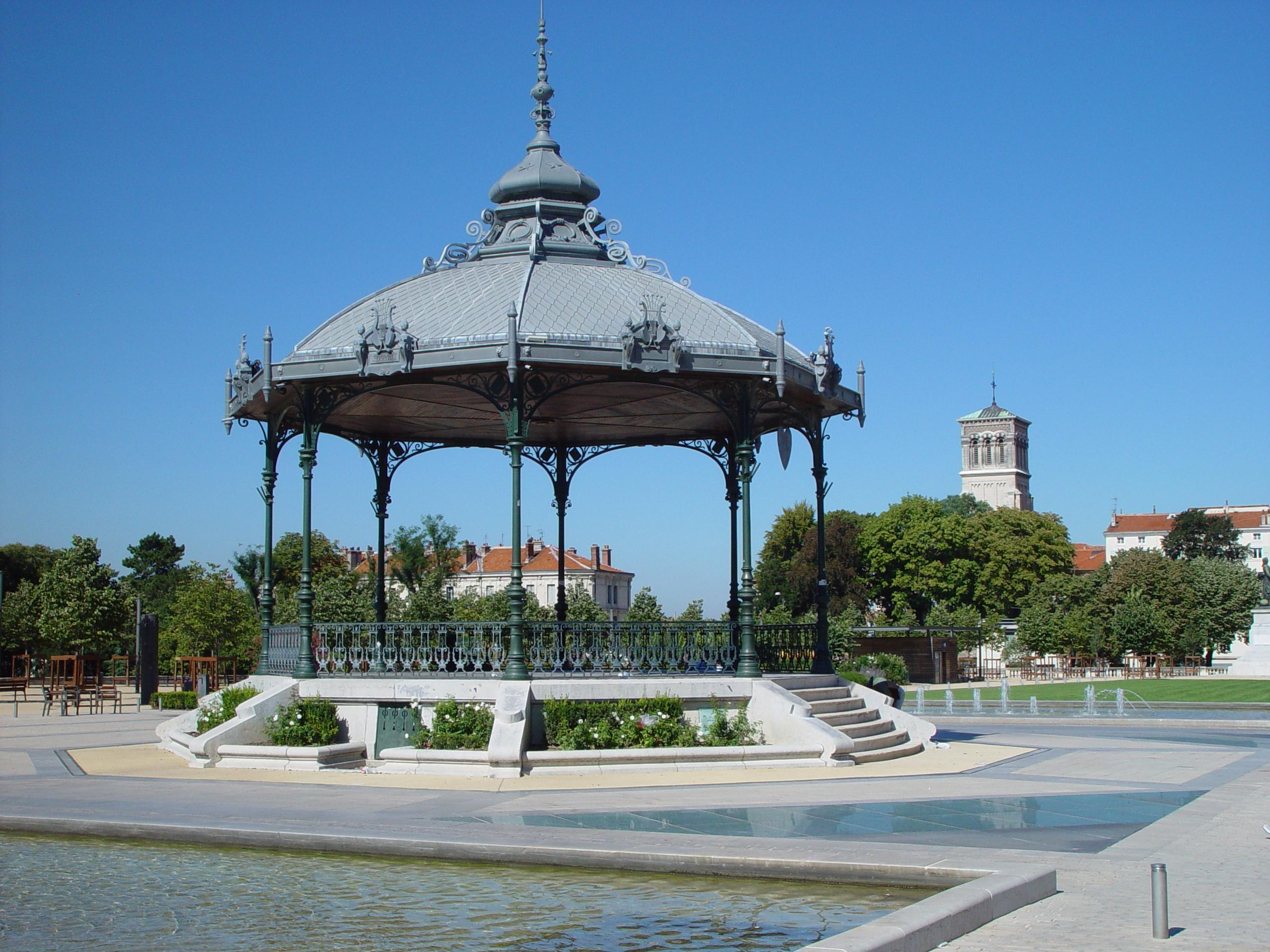
Беседка Пейне на Марсовом поле в Валансе

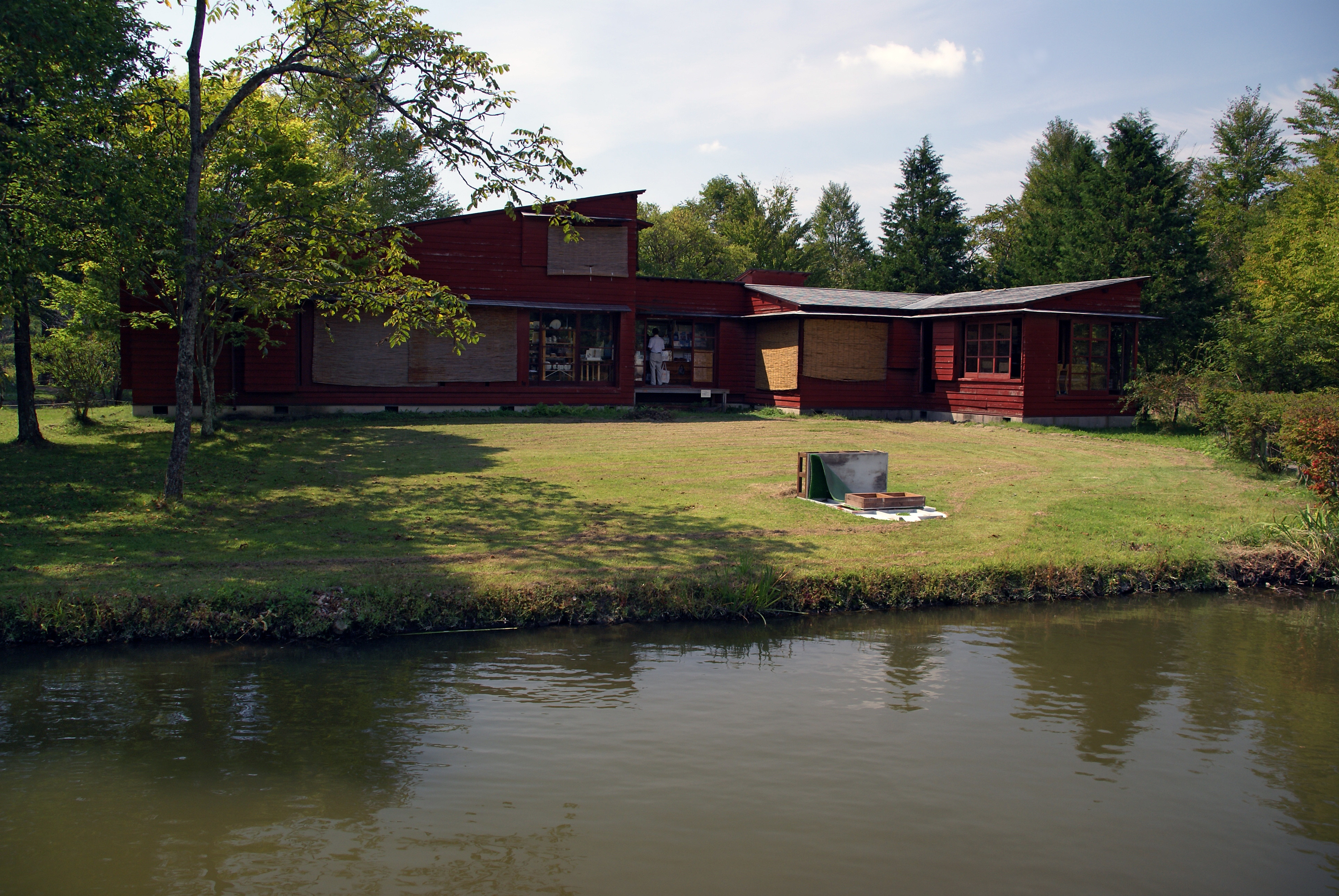
Музей Пейне в г.Каруидзава (Япония)

В возрасте 15 лет Раймон Пейне поступил в школу Жермена Пилона, будущую школу прикладного искусства в Париже. В 1920-х годах он Занимался графикой для прессы и для каталогов французских универмагов. В 1930 году он женился на Дениз Дамур.
В его творчестве всемирную известность принесли ему многие лирические рисунки «Влюблённых», изображающие поэта и его невесту: поэта в котелке, невесту в модной причёске.
Первые рисунки этого цикла создал Пейне в 1942 году в городе Валанс, (на территории Франции, управляемой Режимом Виши), где на Марсовом поле находится старомодная ажурная беседка, в которой проводились концерты местного оркестра.
Персонажи «Влюблённых» создал Пейне будучи вдохновлён песней Жоржа Брассенса «Влюблённые на парковых скамейках» и поместил их в этой беседке.
Пейне стал автором одного сюжета. Создал всего 6 тысяч рисунков посвящённых поэту и его невесте.
Французская почта выпустила в 1985 году на день святого Валентина почтовую марку с рисунком Пейне, в 2000 году была выпущена мемориальная марка стоимостью 3 франка в честь покойного художника с изображением влюблённых в беседке Пейне.
Во Франции творчеству Пейне посвящены три музея: в Валансе, Антибе и Брассак-лес-Мин, родном городе его матери, а в Японии два музея: в городах Каруидзава и Сакуто.
Раймон Пейне оказал сильное влияние на иллюстраторов 1960-х годов, таких как Ален Гри.